# Gibb, Livingston & Co.
Gibb, Livingston & Co. («Джибб, Ливингстон энд Ко», 仁記, Жэньцзи) — одна из крупнейших британских торговых компаний, действовавших во второй половине XIX — первой половине XX века в Британском Гонконге и Китае. Основана в 1836 году в Кантоне коммерсантами Томасом Гиббом и Уильямом Ливингстоном, основными сферами деятельности были оптовая торговля опиумом, тканями и чаем, судоходство, агентирование морских судов, складское хозяйство и страховые операции. Кроме экономического Gibb, Livingston & Co. имела и политическое влияние в Гонконге, проводя своих представителей в Законодательный совет колонии.

## Основание и расцвет
Торговый дом Gibb, Livingston & Co. основан 1 июля 1836 года в Кантоне шотландскими коммерсантами Томасом Августом Гиббом (в некоторых источниках — Джиббом) и Уильямом Поттером Ливингстоном, ранее работавшими в Британской Ост-Индской компании.
Во время Первой опиумной войны (1840—1842) Gibb, Livingston & Co. была вынуждена переместить свой головной офис из Кантона в португальский Макао. После того, как британцы оккупировали Гонконг и по Нанкинскому договору официально присоединили его к владениям империи (1842), Gibb, Livingston & Co. перенесла свою штаб-квартиру в новую колонию, на улицу Куинс-роуд.
Вскоре в Gibb, Livingston & Co. на руководящих должностях работало уже четыре представителя семьи Гибб. В 1844 году Джон Дарби Гибб открыл отделение компании в Шанхае, на улице Цзинки-роуд (по адресу шанхайского офиса Gibb, Livingston & Co. стали называть в Китае «Jinkee»). Через некоторое время торговый дом обзавёлся собственных флотом быстроходных клиперов и открыл отделения в портах Амоя и Фучжоу, которые специализировались на торговле китайским чаем. В середине XIX века основными сферами деятельности Gibb, Livingston & Co. были поставки в Китай опиума, хлопковых и шерстяных тканей, а также экспорт из империи чая и шёлка.
Основным средством оплаты служили серебряные слитки. Вскоре Гибб и Ливингстон начали расширять сферы своей деятельности: они торговали готовой одеждой, вельветом, кожей и жестью, а также выступали в качестве агентов для большого числа судоходных компаний и отдельных судов.
Во второй половине XIX века у руля фирмы стоял Хью Гибб, ставший старшим партнёром Gibb, Livingston & Co. в июле 1855 года. Кроме управления семейным предприятием он с 1864 года возглавлял Гонконгскую торговую палату и был директором страховой компании China Fire Insurance Company.
Также Хью Гибб активно участвовал в политической жизни колонии. В 1866 году он стал членом Законодательного совета Гонконга на время отсутствия Томаса Сазерленда и работал на этом посту до 1871 года, пока его не сменил партнёр торгового дома Holiday, Wise & Co. Ричард Роуэтт. В 1879 году Хью Гибб повторно стал членом совета после отставки Генри Лоукока и пробыл на этом посту до 1880 года.
В 1868 году компанию покинули партнёры Уильям Генри Гибб и Эдвард Форд Дункансон, а вместо них партнёром Gibb, Livingston & Co. стал английский коммерсант Генри Лоукок (покинул торговый дом в 1882 году). В 1899 году многочисленные пароходы Gibb, Livingston & Co. были объединены под началом Gibb Line.
На рубеже XIX—XX веков Gibb, Livingston & Co. через свои офисы в Гонконге, Шанхае, Фучжоу и Амое поддерживала тесные экономические связи со многими компаниями, работавшими на Дальнем Востоке. В частности, она выступала агентом страховых компаний Allianz, Union Insurance Society of Canton, North British and Mercantile Insurance, United States Lloyds, Lloyds London, London Salvage Association, Liverpool Salvage Association, Maritime Insurance Company (Liverpool), Underwriting and Agency Association, China Fire Insurance Company, Indemnity Mutual Marine Insurance Company, Australian Alliance Association Company, North Queensland Insurance Company и Northern Fire and Life Assurance Company.

### Политическое влияние
С самого основания новой британской колонии Gibb, Livingston & Co. играла важную роль в политической жизни Гонконга. В 1843 году при губернаторе был создан Законодательный совет, выполнявший консультативные функции. Изначально в него входили лишь чиновники колониальной администрации, но местные коммерсанты также претендовали на право участия в управлении Гонконгом, благополучие которого во многом зависело от их деловой активности. В 1850 году наиболее влиятельные персоны делового мира Гонконга, в том числе руководители Jardine, Matheson & Co., Dent & Co. и Gibb, Livingston & Co., от имени мировых судей избрали двух своих представителей неофициальными членами Законодательного совета. Эти представители влияли на политику администрации и стремились не допустить роста налогообложения.
С 1865 года в Законодательный совет Гонконга кроме пяти чиновников, занимавших свои посты согласно административным должностям, входили четыре неофициальных члена. Трое из них представляли крупнейшие торговые и судоходные фирмы колонии (Jardine, Matheson & Co., Dent & Co. и Peninsular and Oriental Steam Navigation Company). После разорения в 1867 году место Dent & Co. занимал представитель Gibb, Livingston & Co., а на оставшееся место поочерёдно претендовали семь других крупнейших домов Гонконга. Теперь члены Законодательного совета получили больше прав в сфере выдвижения законопроектов и оспаривания предложений губернатора.

## Первая половина XX века
Gibb, Livingston & Co. вступила в новый век успешной и диверсифицированной торговой компанией. К 1908 году это был один из самых крупных деловых домов Гонконга с сильным присутствием в Шанхае (одно время главный офис Gibb, Livingston & Co. размещался в гонконгском здании Йорк-билдинг; сейчас на его месте расположен небоскрёб Чатер-хаус). К торговым операциям, судоходству и складскому хозяйству добавились страхование, строительство и производство конечной продукции.
Среди партнёров компании были правительство Северного Борнео, компании Peninsular and Oriental Steam Navigation Company, Ben Line Steamers, Hongkong Electric Company, Shanghai Land Investment Company, Eastern and Australian Steamship Company и South African Line of Steamers (в Hongkong Electric, Shanghai Land и некоторых других компаниях Gibb, Livingston & Co. имела доли в акционерном капитале). В 1921 году Gibb, Livingston & Co. приобрела торговый дом Gray, David & Co..

## Поглощение
В 1962 году торговый дом Gibb, Livingston & Co. купила британская Borneo Company Limited, базировавшаяся в Сараваке. В 1967 году саму Borneo Company Limited приобрела британская Inchcape and Company.